# Nycticebus
Nycticebus é um gênero de primata da família Lorisidae, pertencente a infraordem lêmure (Lemuriformes), também conhecido como "Slow Loris". É o único gênero de primatas venenosos e atualmente algumas especies correm o risco de entrar para a lista de animais em extinção, principalmente por conta do tráfico e venda ilegal. Pode ser encontrado no Subcontinente indiano, Sudeste asiático, China e no Arquipélago Malaio.

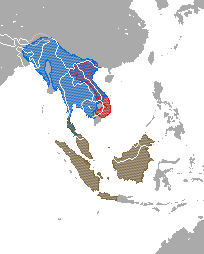
Mapa com distribuição de algumas especies. Vermelho — Nycticebus pygmaeus. Azul — Nycticebus bengalensis. Roxo — Nycticebus coucang

Trata-se de gênero constituído de varias espécies de primatas noturnos da subordem strepsirrhini. Encontrados no Sudoeste Asiático e áreas fronteiriças, seu habitat alcança desde Bangladesh e nordeste da Índia até o Arquipélago de Sulu nas Filipinas a leste, e da província de Yunnan na China ao norte até a ilha de Java ao sul. Existem ao menos oito espécies de slow loris validadas atualmente: o sunda slow loris (N. coucang), bengal slow loris (N. bengalensis), pigmeu slow loris (N. pygmaeus), slow loris de Java (N. javanicus), slow loris de Bornéu (N. menagensis), N. bancanus, N. borneanus, e N. kayan. Os seus parentes mais próximos são os Loris (Slender Loris) da Índia austral e Sri Lanka. Em segundo lugar na escala de parentesco vêm os lorisids africanos, os Pottos, falsos Pottos  e os angwantibos. Seus parentes mais distantes são os vários tipos de galago e os lêmures de Madagáscar.
Os slow boris têm uma cabeça redonda, focinho estreito, olhos largos e uma variedade de colorações distintasdas dependendo da espécie. Suas pernasdae braços são praticamente iguais em tamanho, e seus troncos são longos permitindo-os balançarem e se estenderem para galhos próximos. As mãos e os pés dos  Nycticebus  são adaptados em formato de “ganchos” para que se segurem nos galhos por longos períodos. Esses primatas possuem uma mordida venenosa, o que é raro entre os mamíferos e único entre os Lorisidae. A toxina é obtida ao lamberem uma glândula no braço, e a secreção é ativada quando em contato com a saliva. A toxina é usada contra predadores e também é aplicada no pelo como meio de proteção para os filhotes. A secreção contem a substancia fel d 1, também encontrada em gatos, mas a toxina talvez seja combinada com outras substancias advindas da dieta dos slow loris selvagens. Eles se movem devagar fazendo nenhum ou quase nenhum barulho e quando ameaçados se mantêm parados. Os seus predadores (além dos humanos) são cobras, águias e orangotangos. Pouco se sabe sobre sua estrutura social, mas sabe-se que sua comunicação é feita a partir da emissão de odores. Os machos são altamente territoriais. Esse pequenos primatas se reproduzem devagar e suas crias são carregadas por ambos os pais. Eles são onívoros, comendo animais pequenos, frutas e outros derivados de plantas.

Todas as espécies de slow loris são ameaçadas trafico de animais selvagens e perda de seu habitat. Seus habitats estão desaparecendo rapidamente e se fragmentando; demandas insustentáveis desses animais como bichos de estimação exóticos e também para usos medicinais locais têm sido as maiores causas de seu declínio populacional. Seu uso medicinal tem sido popularizado por crenças nos poderes sobrenaturais dos slow loris, como por exemplo, sua capacidade de espantar espíritos malignos e curar feridas. Apesar de leis locais que proíbem o comercio de slow loris e produtos dos mesmos, e ainda proteção contra trafico ilegal fornecida pelo Appendix I, os slow loris continuam sendo comercializados abertamente em mercados de animais no sudeste da Ásia ou contrabandeados para outros pais, como por exemplo o Japão. Devido aos seus olhos grandes e redondos, que são uma adaptação à vida noturna, eles foram popularizados como animais “fofos” em vídeos virais no YouTube. Slow loris têm os dentes arrancados antes de serem vendidos. Esses enquanto animais de estimação comumente morrem de infecção, perda de sangue, manuseamento improprio ou nutrição inadequada. 

## Conservação
As duas maiores ameaças para o "Slow Loris" são o desflorestamento e o tráfico ilegal. Esses pequenos primatas perderam uma significativa área de seu habitat, isolando populações pequenas e impedindo a Dispersão biológica. Contudo, apesar da perda de habitat, seu declínio é mais associado com o comércio insustentável, seja para domesticação ou para a medicina tradicional.

Cada uma das espécies do Nycticebus, que haviam sido identificadas antes de 2012, estão atualmente classificadas como vulneráveis ou em perigo na lista vermelha, tendo em conta seu estado de conservação, da União Internacional para a Conservação da Natureza e dos Recursos Naturais (IUCN em inglês).

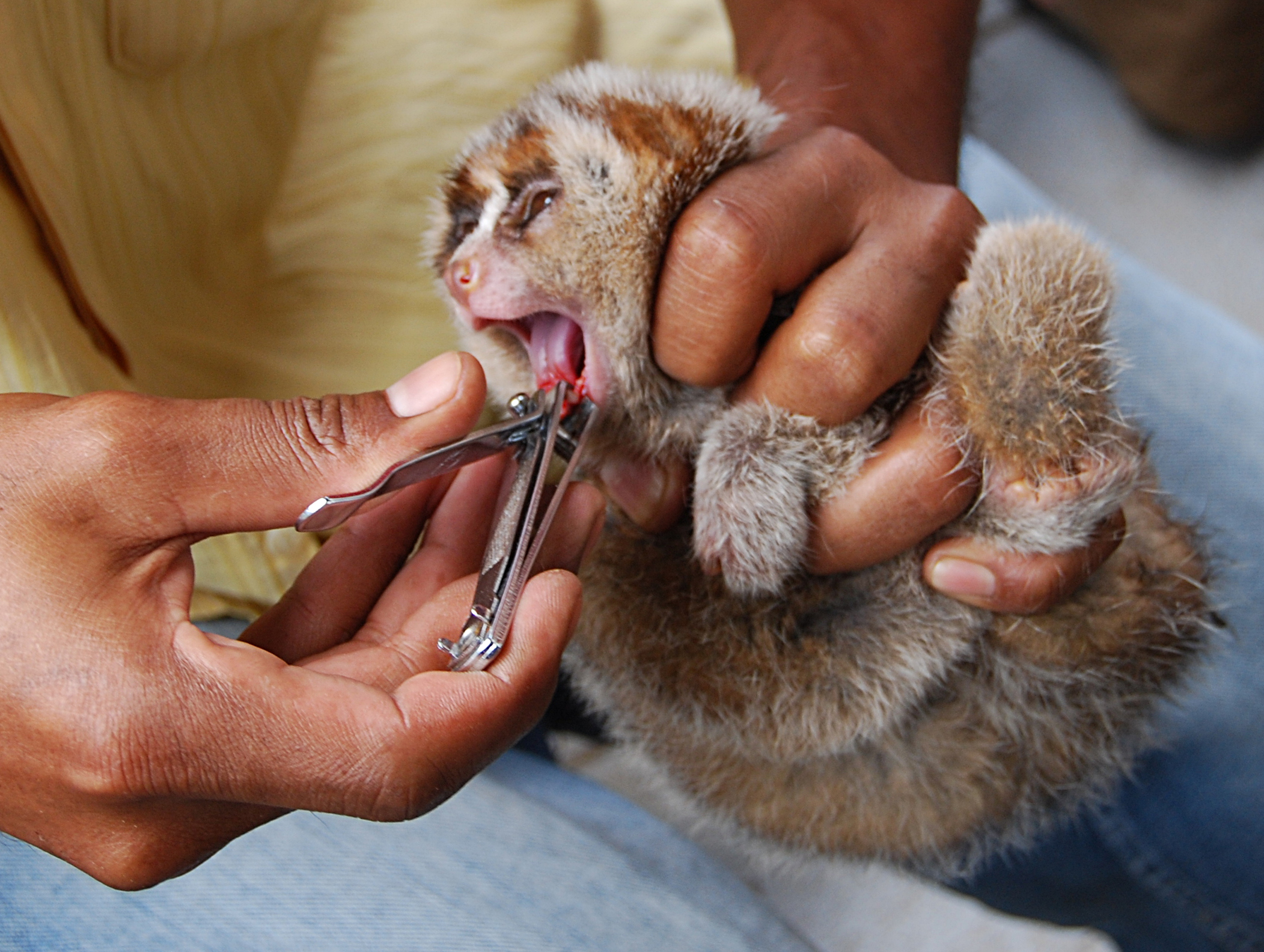
Seus dentes são removidos com métodos impróprios, usando alicates ou até mesmo cortadores de unhas, para que possam ser vendidos sem o risco da mordida venenosa.

Quando eram todos considerados uma única espécie (na falta de dados precisos sobre sua população), e devido à sua regular ocorrência no sudoeste asiático, eram combinados de forma errônea para causar uma impressão de serem comuns. Três novas espécies ainda estão sendo avaliadas pelo IUCN, embora antes fossem cogitadas como parte de sub-populações da espécie Nycticebus menagensis - que foi classificada como vulnerável em 2008. Com esta divisão de sua gama de especies, o N. menagensis e as três novas espécies enfrentam um risco de extinção maior do que antes.
Desde 2007, todas as espécies de Slow Loris já são protegidas do comércio internacional sob apêndice da I CITES. No entanto, o gênero de primatas ainda é ameaçado pelo comércio ilegal, local e internacional. Pesquisas analisam as densidades populacionais existentes e a viabilidade de habitats para todas as especies. A conectividade entre as áreas protegidas é importante pois esses primatas não são adaptados à travessia de longas distancias.
Populações de N. bengalensis e de N. coucang não estão se adaptando bem em jardins zoológicos. Em 2008, dos 29 indivíduos em cativeiro em zoológicos norte-americanos, vários são híbridos sem a capacidade de procriar, sendo estereis, enquanto a maioria já passou da idade de reprodução. O último nascimento em cativeiro para estas espécies na America do Norte foi em 2001, em San Diego. N. pygmaeus estão se saindo melhores em zoológicos norte-americanos. Desde o final da década de 1980 (quando foram importados) até 2008, a população cresceu em 74 indivíduos, com a maioria deles nascendo no zoológico de San Diego.

## Espécies
- Nycticebus bancanus Lyon, 1906
- Nycticebus bengalensis (Lacépède, 1800)
- Nycticebus borneanus Lyon, 1906
- Nycticebus coucang (Boddaert, 1785)
- Nycticebus hilleri Stone & Rehn, 1902
- Nycticebus javanicus É. Geoffroy, 1812
- Nycticebus kayan Munds, Nekaris & Ford, 2013
- Nycticebus menagensis (Lydekker, 1893)
- †Nycticebus linglom Mein & Ginsburg, 1997